# Ambrose Ranney

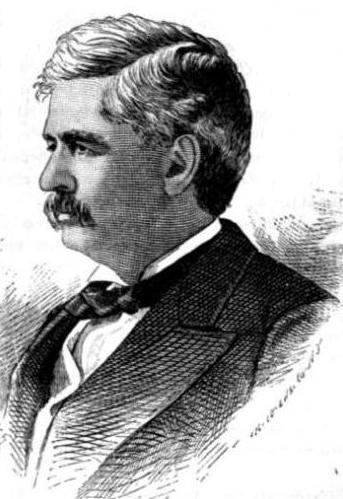
Ambrose Ranney

Ambrose Arnold Ranney (* 17. April 1821 in Townshend, Vermont; † 5. März 1899 in Boston, Massachusetts) war ein US-amerikanischer Politiker. Zwischen 1881 und 1887 vertrat er den Bundesstaat Massachusetts im US-Repräsentantenhaus.

## Werdegang
Ambrose Ranney besuchte bis 1844 das Dartmouth College in Hanover (New Hampshire). Nach einem anschließenden Jurastudium in Woodstock und seiner 1848 erfolgten Zulassung als Rechtsanwalt begann er in Boston in diesem Beruf zu arbeiten. Später schlug er als Mitglied der Republikanischen Partei eine politische Laufbahn ein. Zwischen 1855 und 1857 war er Berater der Stadt Boston. In den Jahren 1857, 1863 und 1864 saß er als Abgeordneter im Repräsentantenhaus von Massachusetts.
Bei den Kongresswahlen des Jahres 1880 wurde Ranney im dritten Wahlbezirk von Massachusetts in das US-Repräsentantenhaus in Washington, D.C. gewählt, wo er am 4. März 1881 die Nachfolge von Walbridge A. Field antrat. Nach zwei Wiederwahlen konnte er bis zum 3. März 1887 drei Legislaturperioden im Kongress absolvieren. Im Jahr 1886 unterlag er dem Demokraten Leopold Morse. Nach dem Ende seiner Zeit im US-Repräsentantenhaus praktizierte Ambrose Ranney wieder als Anwalt. Er starb am 5. März 1899 in Boston.